# Oskar Loerke

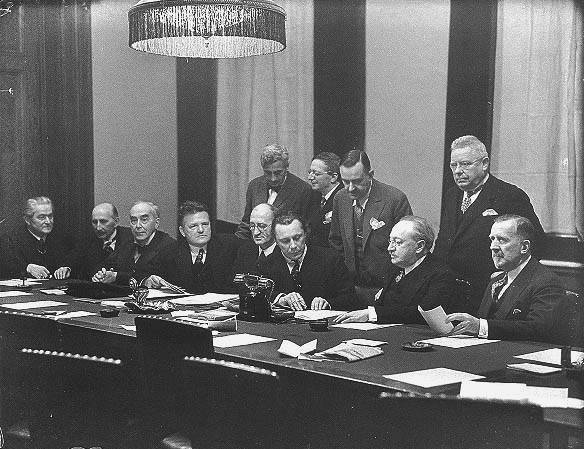
Loerke
(Academia de las Artes de Prusia, 1929)

Oskar Loerke (Jungen, Prusia oriental, hoy Wiąg, Polonia, 13 de marzo de 1884 - Berlín, 24 de febrero de 1941) fue un escritor, ensayista, crítico literario y poeta alemán del expresionismo y del realismo mágico.

## Biografía
De familia campesina, se educó en Graudenz, hoy Grudziadz, y estudió germanística y música en Berlín. Su primera obra publicada fue Viñeta (1907), una narración que recibió el premio Kleist. Tras viajar durante dos años, entró a trabajar como redactor de la D. Fischer Verlag, de la que fue nombrado editor jefe en 1917, cargo que desempeñó hasta su muerte en 1941. Su obra más famosa entonces fue La construcción de la torre (1910), en la estética del Expresionismo alemán. Entró en la Preußische Akademie der Künste (Academia de las Artes de Prusia) en 1926, de cuya sección literaria fue secretario entre 1927 y 1933; fue uno de los firmantes de la Gelöbnis treuester Gefolgschaft, declaración de lealtad de los artistas a Adolf Hitler. Aunque se sintió obligado a escribir contra el terror del régimen que él había apoyado, la mayor parte de su poesía está impregnada de preocupaciones filosóficas y espirituales; destacan Migración (1911), El aliento de la tierra (1930) y El bosque del mundo (1936). Su lírica influyó en Wilhelm Lehmann, Günter Eich y Karl Krolow.
Loerke, que tocaba el órgano, publicó un ensayo sobre Bach (Das unsichtbare el Reich, 1934) y una monografía sobre Bruckner (1938). Kasack corrigió sus diarios, Tagebücher 1903-1939 (1955). Junto al escritor Thomas Mann es considerado como uno de los maestros de la literatura alemana de comienzos del siglo XX.

## Obras

### Poesía
- 1911 Wanderschaft
- 1916 Gedichte (en segunda edición de 1929 Pansmusik)
- 1921 Die heimliche Stadt
- 1926 Der längste Tag
- 1930 Atem der Erde. Sieben Gedichtkreise
- 1934 Der Silberdistelwald
- 1936 Der Wald der Welt
- Gedichte und Prosa. Herausgegeben von Peter Suhrkamp. Bd. 1 Die Gedichte, Band 2 Die Schriften. Frankfurt am Main, Suhrkamp 1958
- Oskar Loerke. Sämtliche Gedichte. Göttingen, Wallstein Verlag 2010, ISBN 978-3-8353-0411-6

### Novelas y narraciones
- 1907 Vineta.
- 1909 Franz Pfinz.
- 1910 Der Turmbau.
- 1919 Das Goldbergwerk.
- 1919 Chimärenreiter.
- 1919 Der Prinz und der Tiger.
- 1921 Der Oger. R

### Diarios y libros de viajes
- Tagebücher 1903 – 1939. Herausgegeben von Hermann Kasack. Verlag Lambert Schneider, Heidelberg/Darmstadt 1955.
- Reisetagebücher. Eingeleitet und bearbeitet von Heinrich Ringleb. Verlag Lambert Schneider, Heidelberg/Darmstadt 1960.
  - Harzreise 1908
  - Riesengebirgsreise 1909
  - Reise nach Nordafrika und Italien 1914
    - Algerische Reise
    - Italienreise
- Was sich nicht ändert. Gedanken und Bemerkungen zu Literatur und Leben, herausgegeben von Reinhard Tgahrt. Cotta, Marbach am Neckar 1996.  ISBN 3-7681-9806-5

### Ensayos y crítica
- 1922 Musik und ihr Gegenstand. Wandlungen eines Gedankens über J.S. Bach
- 1925 Zeitgenossen aus vielen Zeiten
- 1928 Formprobleme der Lyrik
- 1935 Das unsichtbare Reich. Johann Sebastian Bach
- 1933 Die arme Öffentlichkeit des Dichters
- 1935 Das alte Wagnis des Gedichtes
- 1938 Anton Bruckner. Ein Charakterbild
- 1939 Hausfreunde. Charakterbilder

- Datos: Q68110
- Multimedia: Oskar Loerke / Q68110